# Apamea brunnea
Apamea brunnea là một loài bướm đêm trong họ Noctuidae.